# R-13 (missile)

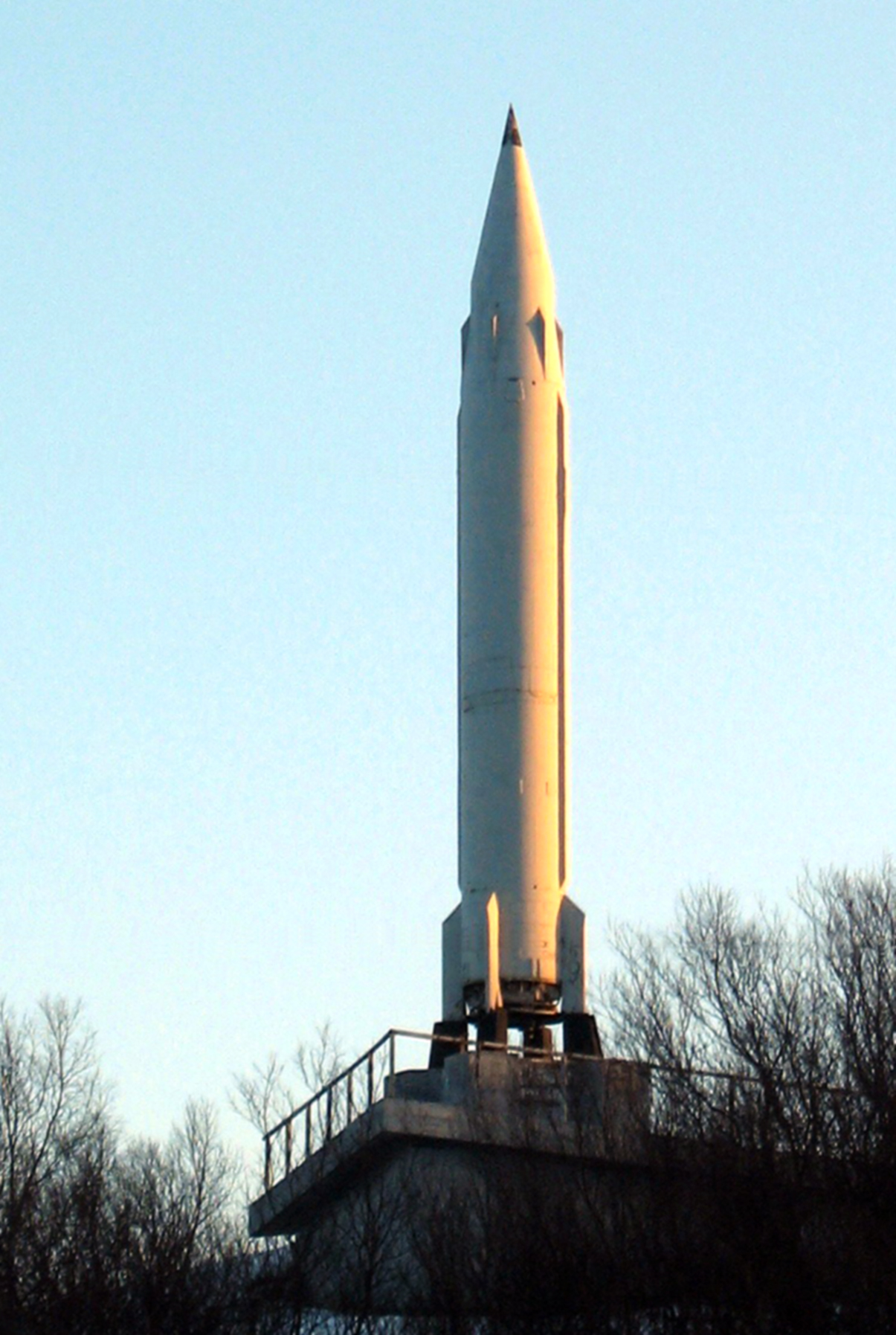
Monument R-13 sur la base navale de Severomorsk

Le R-13 (code OTAN : SS-N-4 Sark, indice GRAU : 4K50) était un missile mer-sol balistique stratégique (SLBM) développé par l'Union soviétique à partir de 1955 environ.

## Histoire
Pour un article plus général, voir Histoire du missile balistique.
Le développement du R-13 fut autorisé par le Conseil suprême soviétique le 25 juillet 1955 pour être utilisé sur les sous-marins des projets 629 et 658. Les travaux de conception ont été lancés par l'OKB-1 sous Sergueï Korolev avant d'être transférés au bureau d'ingénierie CB Miasskoe / Bureau d'étude Makeïev (concepteur en chef - Victor Makeïev). Les spécifications techniques finales ont été approuvées le 11 janvier 1956. La production en série a été entreprise à l'usine Zlatmash de Zlatooust en 1959. La R-13 était une fusée à ergols liquides monoétage et a été mise en service en 1961. Sa conception ressemblait quelque peu à celle du missile R-11FM, ce qui avait semé la confusion dans les services de renseignement occidentaux pendant la Guerre froide. Les missiles ont été retirés entre 1965 et 1975. 
Ce missile a été la première fusée soviétique à utiliser un petit ensemble de moteurs vernier) pour modifier sa trajectoire au lieu de gouvernes aérodynamiques, bien que quatre stabilisateurs ont été utilisés pour maintenir le missile en vol pendant le vol initial. 
Lors des tests initiaux avant le déploiement des missiles, 26 des 32 missiles (81 %) ont été lancés avec succès. Bien que les systèmes aient été déployés de 1961 à 1975, 225 des 311 lancement (72 %) ont été couronnés de succès.

## Opérateur
Union soviétique
- Marine soviétique

## Caractéristiques
- Longueur : 11,8 m
- Diamètre : 1,3 m
- Diamètre (aux stabilisateurs) : 1,9 m
- Masse au lancement : 13,7 t
- Ogive : nucléaire simple : 1,2 à 2,0 Mt (peut-être aussi basse que 1,0 Mt)
- Propulsion : fusée à ergols liquides, monoétage
  - Oxydant : AK-271
  - Carburant : TG-02
- Portée : environ 600 km
- Technique de lancement : surface
- CEP : 1,8 à 4 km